# Jagdgeschwader 52
Jagdgeschwader 52 (JG 52) var en jaktflottilj för Luftwaffe under andra världskriget och den bäst presterande flottiljen någonsin med över 10.000 segrar. De tre flygarässen med högst antal segrar var alla stationerade vid JG 52, Erich Hartmann, Gerhard Barkhorn och Günther Rall. Alla kom de att hålla sig till Messerschmitt Bf 109 kriget igenom, om än i olika versioner.

## Historia

### Västfronten
JG 52 fick sitt elddop under luftstriderna i slaget om Frankrike och slaget om Storbritannien. Ursprungligen endast en 2 Gruppe-flottilj (de flesta JG-enheterna var klassade som 3:or), passerade flottiljens insatser under offensiven tämligen obemärkt. Vid slutet av 1940 kunde de tillgodoräkna sig 177 segrar, men till ett högt pris. Enbart under striderna över England hade man förlorat 53 piloter, antingen omkomna eller i fångenskap.

### Östfronten
Det var inte förrän vid inledandet av Operation Barbarossa, när enheten förflyttades österut, som antalet segrar började stiga markant. JG 52 grupperades huvudsakligen på de ukrainska, södra samt centrala delarna av den ryska fronten under åren 1941-1944 där man opererade som understöd till armégrupp Syd. Geschwaderns 500:e seger uppnåddes 7 september 1941, av dessa hade 323 vunnits på östfronten.
Till en början var I./JG 52 kvar i västra Europa där de vaktade den nordeuropeiska kusten, medan Hauptmann Woitkes II./JG 52 assisterade JG 27 och räknade 270 segrar under offensivens första månader. III./JG 52 var utsträckta frontens sydligast stationerade Gruppe och patrullerade Svarta havskusten, som till en början inte var så hårt ansatt.
Under åren 1941–1942 var Luftwaffe ständigt på offensiv mot de stora skarorna av dåligt utrustade flygplan ur det oerfarna sovjetiska flygvapnet. Kort sagt var förhållandet perfekt för de välutrustade och stridserfarna piloterna i JG 52 för att etablera en imponerande personlig segerstatistik. Mellan 22 juni och 5 december 1941 förstörde enheten 881 sovjetiska flygplan och förlorade endast 49 i strider och fem plan som förstördes på marken. I början av 1942 stod Geschwadern (tillsammans med JG 3) för jaktunderstödet på den södra sektorn av östfronten. Ett bra mått på JG 52:s framgång är det faktum att över 20 Riddarkors tilldelades (varav sju med eklöv) till enhetens flygaräss det året. Den åttonde maj 1942 vann JG 52 sin 1 500:e seger. Knappt en månad senare, den tredje juni, var antalet uppe i 2 000.

### Offensiverna vid Kaukasus och Stalingrad
Vid mitten av juni 1942 hade de tre Gruppen börjat uppdateras med de nya Bf 109 G Gustav, och man fortsatte att utgöra flygunderstöd för de bepansrade spjutspetsarnas offensiv djupt in i Kaukasus. I. Gruppe hade vid denna tidpunkt blivit en mobil "brandkårs"-formation som med kort varsel skickades till de områden där man var i akut behov av ett snabbt jaktplansunderstöd. I. Gruppe var i ständig rörelse och flyttades fram och tillbaka längs det vidsträckta området mellan Kertjhalvön vid Svarta havets kust och frontavsnittet utanför Moskva. Enhetens 700:e seger uppnåddes i september 1942.
Även om JG 52 inte var direkt involverade i slutfasen av slaget om Stalingrad, användes III./JG 52 för att trycka på mot Kaukasus oljefält i söder under augusti- september 1942 och II./JG 52 fungerade som understöd för 4:e pansararméns genombrottsförsök under slutet av 1942. Enheten nådde sin 4 000:e seger 10 december 1942.
Några framgångsrika piloter vid den här tiden var Oberleutnant Günther Rall som perioden 3 augusti - 30 oktober vann sina segrar 37.-101., Hermann Graf som sköt ned 62 plan över Stalingrad i september bland annat nr. 200.-202. den 26 september 1942. Han blev därmed det första flygaresset med 200 segrar på sitt konto.
Under första halvan av 1943 var flottiljen involverad i striderna vid slaget om Kertj och slaget om Krim. Vid mitten av mars hade II. och III. Gruppen blivit beordrade det viktiga uppdraget att försvara 17:e arméns reträttväg. Den 20 april 1943 vann Hauptmann Günther Rall (Staffelkapitän 8./JG 52) Geschwaderns 5 000:e seger.

### Slaget vid Kursk
I. och III./JG 52 blev förflyttade till Ukraina i juli 1943 som en del i förberedelserna inför den omfattande Operation Zitadelle. Som varande två av de åtta jakt-Gruppen involverade i slaget, kom JG 52 att passera 6.000 strecket vad gäller nedskjutna fiendeplan. Hauptmann Johannes Wiese vid 2./JG 52 sköt ner tolv sovjetiska flygplan under samma dag, men antagandet att 7./JG 52:s Walter Krupinskis elva segrar verkar grunda sig på ett missförstånd.
Emellertid verkar detta slag vara en brytpunkt för flottiljen, där de nya generationerna av sovjetiskt stridsflyg (såsom Jakovlev Jak-9 och Lavotjkin La-5FN ) och förbättrade strategier på slagfältet började ta ut sitt pris på Luftwaffes utarbetade veteraner.

### På defensiven
Med tillbakadragandet av JG 3 i augusti 1943 blev JG 52 kvar på östfronten som den enda fulltaliga jaktgeschwadern. JG 52 var ständigt på reträtt och opererade från tillfälliga flygfält och ibland rent av med nödlösningar alldeles på gränsen till den snabbt krympande fronten med ständig risk för att upphinnas av bepansrade sovjetiska spjuthuvuden.
I augusti 1943 sköt Erich Hartmann ned 49 flygplan (segrarna 42-90), innan han blev nedskjuten av en Il-2 20 augusti, men lyckades undvika fångenskap. Också Berthold Korts var den månaden framgångsrik med sina 39 segrar (75.-113) innan han försvann 29 augusti spårlöst. III. Gruppes kommendör Günther Rall sköt ned 32 (169-200) plan innan han fick svärden i september.
Med förlusten av Kiev i november 1943 var hela södra sektorn av fronten hotad och alla delar av JG 52 blev samlade för att understödja det tyska försvaret. I december 1943 hade JG 52 uppnått 8.000 segrar. III./JG 52 fick 50 segrar på 60 dagar i området över Uman och var därmed den mest framgångsrika Gruppe inom JG 52 med sin 3.500:e seger 21 mars 1944. I slutet av månaden hade fronten tryckts så långt bakåt att III./JG 52 var stationerad i Polen.
Den tionde maj 1944 fick man seger 9 000 och den andra september 1944 sköt Adolf Borchers ner flygplan 10 000. De sista tyska trupperna lämnade Krim i maj 1944 och II./JG 52 lämnade slagfältet där en vecka tidigare. Fientligt artilleri och de ständiga flyganfallen orsakade enheten ständiga förluster. Strax därpå följde reträtt från Rumänien. Vid detta skede dök en ny motståndare upp på scenen, med det amerikanska USAAF 15th Air Force som bombade de rumänska oljefälten i Ploiești. Under JG 52:s sex veckor långa försvar av dessa oljefält lyckades man skjuta ner 15 amerikanska flygplan. Detta ska ses i ljuset av att det ständiga nötandet på enheten resulterat i att man endast hade nio flygdugliga plan hos II./JG 52.
Med invasionen av Normandie i antågande blev JG 52 försvagad ytterligare då tre Staffeln blev förflyttade för att förstärka luftskyddet i väst. De nya 2, 4 och 7 Staffeln skulle bli operativa senare under året och därmed skulle också varje JG 52 Gruppen nu vara utökad till fyra Staffeln.
III./JG 52 var nu överflyttad till armégrupp Center och i samarbete med delar av JG 51. Under våren 1945 var I och II./JG 52 stationerade i Tjeckoslovakien, medan II./JG 52 var stationerad i Österrike. Även om alla enheterna kapitulerade till amerikanska styrkor vid krigsslutet, blev de flesta av I. och III. Gruppe-personalen kontroversiellt överlämnade till Röda Armén, vilket resulterade i flera långsamma rättegångar för JG 52 officerare och flera års förlängd fångenskap för såväl officerare som manskap.

## Befäl

### Kommodore
- Major Merhart von Bernegg (19 aug 1939 – 18 aug 1940)
- Major Hanns Trübenbach (19 aug 1940 – 10 okt 1941)
- Major Wilhelm Lessmann (15 okt 1941 – 2 jun 1942)
- Oberstleutnant Friedrich Beckh (3 jun 1942 – 21 jun 1942)
- Major Herbert Ihlefeld (22 jun 1942 – 28 okt 1942)
- Oberstleutnant Dietrich Hrabak (1 nov 1942 – 30 sep 1944)
- Oberstleutnant Hermann Graf (1 okt 1944 – 8 maj 1945)

### Gruppenkommandeure

#### I./JG 52
- Hauptmann Dietrich Graf von Pfeil und Klein-Ellguth (1 nov 1939 – 21 nov 1939)
- Hauptmann Siegfried von Eschwege (1 dec 1939 – 26 aug 1940)
- Hauptmann Wolfgang Ewald (27 aug 1940 – 24 maj 1941)
- Hauptmann Karl-Heinz Leesmann (25 maj 1941 – 6 nov 1941)
- Oberleutnant Carl Lommel (tillförordnad 6 nov 1941 – ?)
- Hauptmann Helmut Bennemann (14 jun 1942 – 12 nov 1943)
- Hauptmann Johannes Wiese (tillförordnad 11 maj 1943 – 12 nov 1943)
- Hauptmann Johannes Wiese (13 nov 1943 – 20 maj 1944)
- Hauptmann Adolf Borchers (11 jun 1944 – 31 jan 1945)
- Hauptmann Erich Hartmann (1 feb 1945 – 8 maj 1945)

#### II./JG 52
- Hauptmann Hans-Günther von Kornatzki (1 sep 1939 – 26 aug 1940)
- Hauptmann Wilhelm Ensslen (27 aug 1940 – 2 nov 1940)
- Hauptmann Erich Woitke (3 nov 1940 – 28 feb 1942)
- Hauptmann Johannes Steinhoff (1 mar 1942 – 24 mar 1943)
- Hauptmann Helmut Kühle (25 mar 1943 – 31 aug 1943)
- Hauptmann Gerhard Barkhorn (1 sep 1943 – 15 jan 1945)
- Hauptmann Helmut Lipfert (tillförordnad 1 jun 1944 – ? okt 1944)
- Hauptmann Erich Hartmann (tillförordnad 16 jan 1945 – 31 jan 1945)
- Hauptmann Wilhelm Batz (1 feb 1945 – 8 maj 1945)

#### III./JG 52
- Hauptmann Wolf-Heinrich von Houwald (1 mar 1940 – 24 jul 1940)
- Major Alexander von Winterfeldt (1 aug 1940 – 6 okt 1940)
- Major Gotthard Handrick (7 okt 1940 – 22 jun 1941)
- Major Albert Blumensaat (23 jun 1941 – 30 sep 1941)
- Major Hubertus von Bonin (1 okt 1941 – 5 jul 1943)
- Hauptmann Günther Rall (6 jul 1943 – 18 apr 1944)
- Major Wilhelm Batz (19 apr 1944 – 31 jan 1945)
- Hauptmann Adolf Borchers (1 feb 1945 – 8 maj 1945)

## JG 52 mottagare av Riddarkorset
| Namn                             | Riddarkors  | Eklöv       | Svärd       | Diamanter   |
| -------------------------------- | ----------- | ----------- | ----------- | ----------- |
| Leesmann, Karl-Heinz             | 23 jul 1941 |             |             |             |
| Steinhoff, Johannes              | 30 aug 1941 | 02 sep 1942 | 28 jul 1944 |             |
| Köppen, Gerhard                  | 18 dec 1941 | 27 feb 1942 |             |             |
| Graf, Hermann                    | 24 jan 1942 | 17 maj 1942 | 19 maj 1942 | 16 sep 1942 |
| Steinbatz, Leopold               | 14 feb 1942 | 02 jun 1942 | 23 jun 1942 |             |
| Dickfeld, Adolf                  | 19 mar 1942 | 19 maj 1942 |             |             |
| Roßmann, Edmund                  | 19 mar 1942 |             |             |             |
| Wachowiak, Friedrich             | 05 apr 1942 |             |             |             |
| Zwernemann, Josef                | 23 jun 1942 | 31 okt 1942 |             |             |
| Gratz, Karl                      | 01 jul 1942 |             |             |             |
| Grislawski, Alfred               | 01 jul 1942 | 11 apr 1944 |             |             |
| Simsch, Siegfried                | 01 jul 1942 |             |             |             |
| Steffen, Karl                    | 01 jul 1942 |             |             |             |
| Barkhorn, Gerhard                | 23 aug 1942 | 12 jan 1943 | 02 mar 1944 |             |
| Dammers, Hans                    | 23 aug 1942 |             |             |             |
| Schmidt, Heinz                   | 23 aug 1942 | 16 sep 1942 |             |             |
| Rall, Günther                    | 03 sep 1942 | 26 okt 1942 | 12 sep 1943 |             |
| Semelka, Waldemar                | 04 sep 1942 |             |             |             |
| Süß, Ernst                       | 04 sep 1942 |             |             |             |
| Resch, Rudolf                    | 06 sep 1942 |             |             |             |
| Graßmuck, Berthold               | 19 sep 1942 |             |             |             |
| Hammerl, Karl                    | 19 sep 1942 |             |             |             |
| Bennemann, Dr. med. dent. Helmut | 02 okt 1942 |             |             |             |
| Füllgrabe, Heinrich              | 02 okt 1942 |             |             |             |
| Krupinski, Walter                | 29 okt 1942 | 02 mar 1944 |             |             |
| von Bonin, Hubertus              | 21 dec 1942 |             |             |             |
| Freuwörth, Wilhelm               | 05 Jan 1943 |             |             |             |
| Wiese, Johannes                  | 05 jan 1943 | 02 mar 1944 |             |             |
| Denk, Gustav                     | 14 mar 1943 |             |             |             |
| Nemitz, Willi                    | 24 mar 1943 |             |             |             |
| Trenkel, Rudolf                  | 19 aug 1943 |             |             |             |
| Korts, Berthold                  | 29 aug 1943 |             |             |             |
| Hartmann, Erich                  | 29 okt 1943 | 02 mar 1944 | 02 jul 1944 | 25 aug 1944 |
| Quast, Werner                    | 31 dec 1943 |             |             |             |
| Waldmann, Hans                   | 05 feb 1944 |             |             |             |
| Petermann, Viktor                | 29 feb 1944 |             |             |             |
| Obleser, Friedrich               | 12 mar 1944 |             |             |             |
| Batz, Wilhelm                    | 26 mar 1944 | 20 jul 1944 | 21 apr 1945 |             |
| Fönnekold, Otto                  | 26 mar 1944 |             |             |             |
| Sturm, Heinrich                  | 26 mar 1944 |             |             |             |
| Bunzek, Johannes                 | 06 apr 1944 |             |             |             |
| Hoffmann, Gerhard                | 14 maj 1944 |             |             |             |
| Düttmann, Peter                  | 09 jun 1944 |             |             |             |
| Sachsenberg, Heinz               | 09 jun 1944 |             |             |             |
| Bachnick, Herbert                | 27 jul 1944 |             |             |             |
| Birkner, Hans-Joachim            | 27 jul 1944 |             |             |             |
| Wolfrum, Walter                  | 27 jul 1944 |             |             |             |
| Schall, Franz                    | 10 okt 1944 |             |             |             |
| Lipfert, Helmut                  | 05 apr 1945 | 17 apr 1945 |             |             |
| Resch, Anton                     | 07 apr 1945 |             |             |             |
| Ewald, Heinz                     | 20 apr 1945 |             |             |             |
| Haas, Friedrich                  | 26 apr 1945 |             |             |             |